# Липскомб, Сюзанна
Сюзанна Ребекка Габриэлла Липскомб (англ. Suzannah Rebecca Gabriella Lipscomb) (род. 7 декабря 1978, Лондон) — британский историк, автор и ведущая ряда телепередач и радиопрограмм об английской истории.

## Образование
Эпсомский колледж, колледжи Оксфордского университета.

## Профессиональная деятельность
- Лектор по раннему периоду Новой истории Рохамптонского университета.
- Член Королевского исторического общества.
- Пред. жюри первого вручения Women's Prize for Non-Fiction[англ.] (2024).

### Труды
- Henry VIII: 500 Facts, by Brett Dolman, Suzannah Lipscomb, Lee Prosser, David Souden and Lucy Worsley. Historic Royal Palaces, 2009. ISBN 978-1-873993-12-5.
- 1536: The Year that Changed Henry VIII. Lion Hudson, 2009. ISBN 978-0-7459-5365-6.
- A Visitor’s Companion to Tudor England. Ebury, Random House, 2012. ISBN 978-0-09-194484-1. Published in the United States as A Journey Through Tudor England. Pegasus Books, July 2013. ISBN 978-1-60598-460-5.
- Henry VIII and the court: art, politics and performance. Farnham, Surrey: Ashgate, 2013. ISBN 978-1-4094-1185-7.
- The King is Dead: The Last Will and Testament of Henry VIII. Head of Zeus. London, November 2015. ISBN 978-1-78408-191-1.